# 李洪
李 洪（り こう、生没年不詳）は、五胡十六国時代前燕の人物。漢人であり、出自は渤海郡蓨県を本貫とする渤海李氏であるが、自身は平陽郡の生まれである。西晋の東夷校尉李臻の孫。弟は李普。

## 生涯
310年12月、流民を従えて潁川郡定陵県に移り住んだ。わずかの間にその勢力は数千にも拡大し、舞陽に移住してこの地に砦（塢壁）を築いた。
311年から314年頃、幽州で勢力を築いていた王浚が自らの独断で百官を任じるようになると、李洪は雍州刺史に任じられた。
その後、遼東・遼西地方を支配していた鮮卑慕容部の大人慕容皝に帰順した。
337年9月、慕容皝は文武諸官の編成を行い、李洪は大理に任じられた。後に右司馬に任じられた。
338年5月、後趙の天王石虎は数十万の兵を派遣して前燕侵攻を開始した。これにより郡県の諸部族は多数が後趙へ寝返り、その数は36城に及んだ。
後趙軍が本拠地の棘城へ侵攻すると、李洪の弟である李普は棘城の陥落は必至であると考え、李洪へ城を脱出して禍を避けるよう勧めた。李洪は「天道とは幽遠であり、人事とは識り難いものである。任を委ねられながら軽率に行動してしまったならば、必ずや悔いる事になる」と反対したが、李普は幾度も説得を続けた。その為、李洪は「卿は思うようにするがよい。我は慕容氏の大恩を受ける身であり、ここを去るのは義とはいえぬ。ここで死ぬのみである」と述べ、涙を流して李普と決別した。李普は後趙に降伏し、後趙軍が前燕から撤退すると付き従って南へ向かったが、その後、争乱に巻き込まれて亡くなったという。この一件により、李洪は忠篤であると、その名を知られるようになった。
後に典書令に任じられた。
341年7月、再び右司馬に任じられた。やがて内史に任じられた。
350年3月、燕王慕容儁は魯口を守る鄧恒を攻撃すると、清梁まで至った所で鄧恒配下の将軍鹿勃早が数千人を率いて夜襲した。慕容儁は大いに動揺して陣営から避難すると、李洪は彼を護衛して墳墓の高上に移らせた。折衝将軍慕輿根が精鋭数百人を率いて鹿勃早を迎え撃つと、李洪もまた騎兵隊を整えてからこれに加勢し、鹿勃早は遂に敗れて逃げ出した。李洪らは40里余りに渡って追撃を掛け、鹿勃早は身一つで逃走し、数千の兵を壊滅させた。
360年1月、慕容暐が即位すると、龍驤将軍に任じられた。
364年2月、太傅慕容評と共に河南へ侵攻した。
4月、許昌・汝南へ侵攻して幾度も東晋軍を破り、懸瓠を守る潁川郡太守李福を討ち取り、汝南郡太守朱斌を寿春へ敗走させ、陳郡太守朱輔を彭城へ退却させた。東晋の大司馬桓温は西中郎将袁真を派遣して李洪を防がせ、自らもまた水軍を率いて合肥まで進出した。李洪は許昌・汝南・陳郡を尽く攻め落とし、1万戸余りを幽州・冀州に移らせた。
光禄大夫に任じられた。
367年12月、司空に任じられた。
370年12月、前燕が滅亡すると李洪は慕容暐らと共に長安に移送された。到着後、前秦の天王苻堅より駙馬都尉に任じられ、春季・秋季には朝見する事を許された。
やがて亡くなった。